# Riduzione in pristino
La riduzione in pristino, nell'ambito della disciplina delle distanze legali tra gli edifici (distanza minima di tre metri, sei metri nelle zone sismiche - art. 873 c.c.), è la rimozione di quanto costruito in violazione delle suddette distanze, volta alla tutela dell'igiene e del decoro dei cittadini.